# Zervix-Score

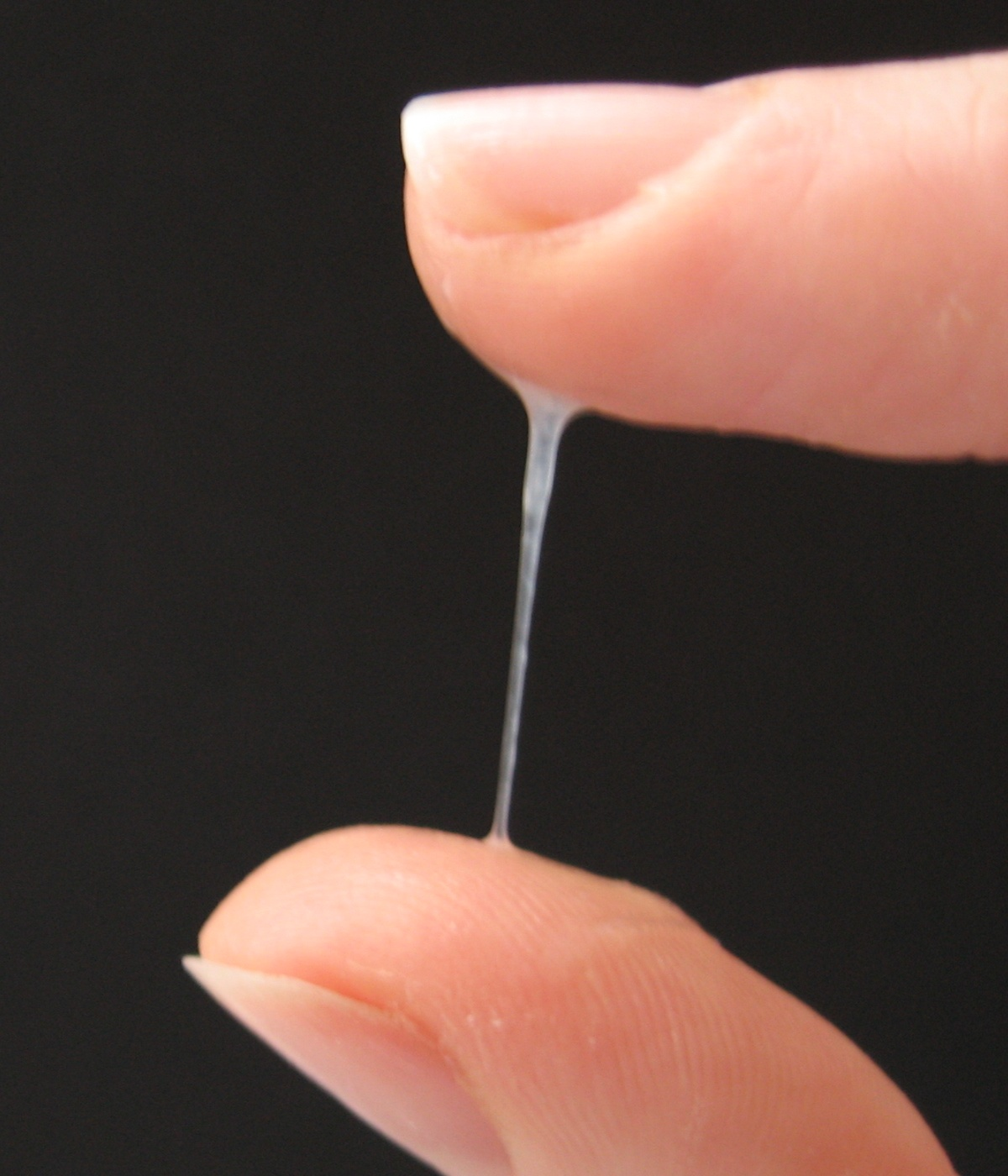
Fadenziehender Schleim

Der Zervix-Score ist ein Klassifikationssystem zur Einschätzung des Funktionszustandes des Gebärmutterhalses (Cervix uteri, Zervix). Es wurde von Vaclav Insler vorgeschlagen und ermöglicht anhand der Menge, der Konsistenz, der Spinnbarkeit, dem Farnkrautphänomen des Zervikalschleims sowie der Weite des äußeren Muttermundes eine Abschätzung des Hormonstatus, die sich mit der Vaginalzytologie ergänzen lässt. Der Maximalwert beträgt 12 Punkte. Dieser tritt in der Mitte des Menstruationszyklus zum Zeitpunkt des Follikelsprungs auf. Spermien können den Schleim ab einem Punktwert von 8 durchdringen.
| Punkte                     | 0           | 1                               | 2                                      | 3                                                    |
| -------------------------- | ----------- | ------------------------------- | -------------------------------------- | ---------------------------------------------------- |
| Menge des Zervikalschleims | keins       | wenig                           | vermehrt, glänzender Tropfen           | reichlich, spontan abfließend                        |
| Spinnbarkeit               | keine       | 1/4 der Scheidenlänge           | gut, 1/2 der Scheidenlänge             | sehr gut, Faden kann bis an die Vulva gezogen werden |
| Farnkrautphänomen          | keins       | an einigen Stellen feine Linien | gut, mit seitlichen Verzweigungen      | im ganzen Präparat gut ausgeprägt                    |
| äußerer Muttermund         | geschlossen | geschlossen                     | leicht geöffnet, für Sonde durchgängig | weit geöffnet                                        |